# Bombardier B-52
Pour les articles homonymes, voir B52.
Pour plus de détails, voir Fiche technique et Distribution.
Bombardier B-52 (Bombers B-52) est un film américain de Gordon Douglas sorti en 1957, avec Natalie Wood, Karl Malden et Efrem Zimbalist Jr..

## Fiche technique
- Réalisation : Gordon Douglas
- Scénario : Irving Wallace, d'après une histoire de Sam Rolfe[1]
- Chef opérateur : William H. Clothier
- Musique : Leonard Rosenman
- Direction artistique : Leo K. Kuter
- Décors : William L. Kuehl
- Costumes : Howard Shoup
- Production : Richard Whorf
- Société de production : Warner Bros
- Société de distribution : Warner Bros
- Durée : 106 minutes
- Date de sortie : 
  - États-Unis : 22 novembre 1957
- Affiche : Jean Mascii (France)

## Distribution
- Natalie Wood (VF : Janine Freson) : Lois Brennan
- Karl Malden (VF: Robert Dalban) : MSgt. Chuck V. Brennan
- Marsha Hunt (VF : Jacqueline Ferriere) : Edith Brennan
- Efrem Zimbalist Jr. (VF : Claude Bertrand : Col. Jim Herlihy
- Don Kelly : MSgt. Darren McKine
- Nelson Leigh : Brig. Gen. Wayne Acton
- Robert Nichols : Wilbur 'Brooklyn' Stuart
- Ray Montgomery : Barnes
- Robert Hover : Simpson
- Will Hutchins (non crédité) : navigateur Roberts